# Deutsche Union (Geheimbund)

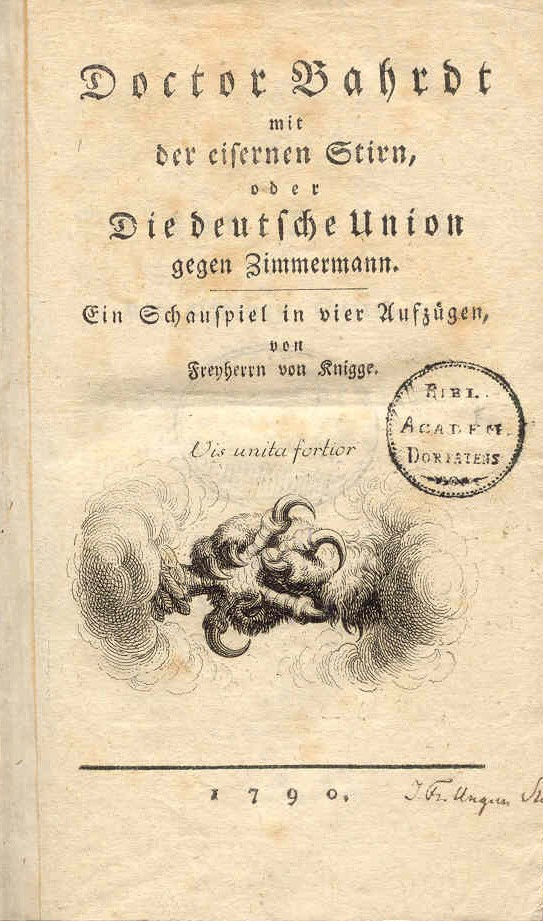
Titelblatt des Pasquills von August von Kotzebue gegen die Deutsche Union mit dem Autor „Freyherr von Knigge“

Die Deutsche Union oder Gesellschaft der 22 verbündeten Männer war ein kurzlebiger Geheimbund im Preußen des 18. Jahrhunderts.
Die Gesellschaft wurde 1783 von Karl Friedrich Bahrdt in Halle an der Saale gegründet und von ihm nach dem Tod des aufgeklärten Königs Friedrich II. im Jahr 1786 mittels anonymer Rundbriefe organisiert und geleitet. Der Bund hatte zum Ziel, dem unter Friedrichs Nachfolger Friedrich Wilhelm II. wachsenden Obskurantismus und religiösen Fanatismus entgegenzuwirken, wie sie sich 1788 in den Wöllnerschen Edikten zu Religion und Zensur niederschlugen. Er hatte eine ähnliche Organisationsstruktur wie der Illuminatenorden und gliederte wie die Freimaurerei seine Erkenntnisstufen in drei Grade: den 1. Grad Der Jüngling, den 2. Grad Der Mann und den 3. Grad Der Alderman.  
Auf dem Höhepunkt seines Einflusses hatte der Bund über 500 Mitglieder, darunter der bekannte Aufklärer Adolph Knigge und die Dichterin Elisa von der Recke.
Als 1789 bekannt wurde, wer der Gründer war, löste sich die Gesellschaft der 22 auf. Bahrdt wurde längere Zeit inhaftiert.
Einer der Gegner der Berliner Aufklärer war der Schweizer Arzt und Schriftsteller Johann Georg Zimmermann. Er machte sie für den Sittenverfall in Berlin und die Französische Revolution verantwortlich. Dies hatte Gegenangriffe der Berliner Aufklärer zur Folge, darunter Satiren von Knigge und Bahrdt. Auf die Seite Zimmermanns tretend, und in Absprache mit ihm, veröffentlichte August von Kotzebue im Jahr 1790 unter dem Namen Knigges eine Schmähschrift gegen die Deutsche Union. Darin schilderte er ihre Vertreter als „eitle, hemmungslose Lüstlinge, die mit hehren philosophischen Phrasen ihre Vorliebe für Zoten und Fäkalsprache kaschierten“, während sie ihren „sexuellen Gelüsten“ in Bahrts Wirtshaus nachgingen, das ein Bordell sei. Die Schrift löste öffentliche Empörung aus, weil sie die Grenzen einer literarischen Fehde überschritten hatte. Als Urheber des Skandals entlarvt, galt Kotzebue in der literarischen Welt von nun an bis zum Lebensende als persona non grata.

## Zeitgenössische und -nahe Schriften zur Deutschen Union
- [Anonymus:] X. Y. Z. oder Neue Aufschlüsse über die Deutsche Union und Schottische Maurerei. Ein Blick in den innern Gang geheimer Gesellschaften. Bei Friedrich Maurer: Leipzig 1789 (Digitalisat)
- Johann Joachim Christoph Bode (anonym): Mehr Noten als Text oder die Deutsche Union der Zwey und Zwanziger eines neuen geheimen Ordens zum Besten der Menschheit. Aus einem Packet gefundener Papiere zur öffentlichen Schau gestellt von einem ehrlichen Buchhändler. Bey Georg Joachim Göschen: Leipzig 1789 (Digitalisat)
- [Christian Friedrich Gottlob Kühne:] Die deutsche Union in lezten Zügen, oder: der gefangene Doktor, ein dramatisches Gemählde. Barthsruhe [recte: Wittenberg] 1789 (Digitalisat)
- Carl Friedrich Bahrdt: Geschichte und Tagebuch meines Gefängnisses nebst geheimen Urkunden und Aufschlüssen über Deutsche Union. Varrentrapp und Wenner: Frankfurt a. M. 1790 (Digitalisat)
- August von Kotzebue: Doctor Bahrdt mit der eisernen Stirn oder die deutsche Union gegen Zimmermann. Ein Schauspiel in vier Aufzügen von Freyherrn von Knigge. Leipzig 1790 (Digitalisat)
- Degenhard Pott: Pragmatische Geschichte und endlicher Aufschluß der Deutschen Union oder der Zwey und Zwanziger. Aus ihren Urkunden entwickelt, nebst dem vorzüglichsten Briefwechsel derselben. Weygand: Leipzig 1798 (= Briefe angesehener Gelehrten, Staatsmänner, und anderer an den berühmten Märtyrer D. Karl Friedrich Bahrdt seit seinem Hinweggange von Leipzig 1769 bis zu seiner Gefangenschaft 1789, nebst andern Urkunden. 5. Theil) (Digitalisat)
- Leopold Alois Hoffmann: Aktenmäßige Darstellung der deutschen Union und ihrer Verbindung mit dem Illuminaten-Freimaurer- und Rosenkreutzer-Orden. Ein nöthiger Anhang zu den nöthigen Erinnerungen zur rechten Zeit. Christoph Peter Röhm: Wien 1796. (Digitalisat) – Eine antiaufklärerische und denunziatorische Schrift; enthält nicht verifizierte Listen angeblicher Wirkungsorte und Mitglieder.
- Das Ganze aller geheimen Ordens-Verbindungen. Ein Buch zur Belehrung und Warnung für Nichteingeweihte und zur Uebersicht für Ordens-Brüder. Aus ächten Quellen und den besten Schriften gezogen von einem Freunde der Menschenveredlung. Gräff: Leipzig 1805, S. 306–328 (Digitalisat)